# Escurolles
Escurolles je naselje in občina v osrednjem francoskem departmaju Allier regije Auvergne. Leta 1999 je naselje imelo 657 prebivalcev.

## Geografija
Kraj leži v pokrajini Bourbonnais ob reki Andelot, 20 km zahodno od Vichyja.

## Administracija
Escurolles je sedež istoimenskega kantona, v katerega so poleg njegove vključene še občine Bellerive-sur-Allier, Broût-Vernet, Brugheas, Charmeil, Cognat-Lyonne, Espinasse-Vozelle, Hauterive, Saint-Didier-la-Forêt, Saint-Pont, Saint-Rémy-en-Rollat, Serbannes in Vendat z 19.267 prebivalci.
Kanton je sestavni del okrožja Vichy.

## Zanimivosti
- Château des Granges,
- samostan Notre-Dame de Banelle, romarsko središče;

1. ↑  »Populations légales 2016«. Nacionalni inštitut za statistične in gospodarske raziskave. Pridobljeno 25. aprila 2019.